# Zygophyllum megacarpum
Zygophyllum megacarpum är en pockenholtsväxtart som beskrevs av A. Boriss.. Zygophyllum megacarpum ingår i släktet Zygophyllum och familjen pockenholtsväxter. Inga underarter finns listade i Catalogue of Life.